# Menodora
Genre
Menodora est un genre de plantes à fleurs de la famille des Oleaceae.

## Liste d'espèces
Selon ITIS :
- Menodora decemfida (Gill ex Hook. & Arn.) Gray
- Menodora heterophylla Moric. ex DC.
- Menodora longiflora Gray
- Menodora scabra Gray
- Menodora spinescens Gray